# Psyttalia curis
Psyttalia curis är en stekelart som först beskrevs av Fischer 1990.  Psyttalia curis ingår i släktet Psyttalia och familjen bracksteklar. Inga underarter finns listade i Catalogue of Life.